# Planetes
Planetes (japanska: プラネテス?, Puranetesu), efter grekiskans ord för  "vandrare" (πλάνητες), är en japansk hård science fiction-manga skriven och tecknad av Makoto Yukimura 1999–2004. Den bearbetades senare till en 26 avsnitt lång anime-serie för TV, som sändes 2003–2004 på NHK. Historien kretsar kring en grupp insamlare av rymdskrot, med bas på renhållningsskeppet Toy Box år 2075.
Både mangan och animen har givits ut i översättningar på flera europeiska språk. Tokyopop publicerade den engelskspråkiga översättningen av mangan, och animen distribuerades i Nordamerika av Bandai. Både mangan och animen mottog Seiunpriset för bästa SF-serie.

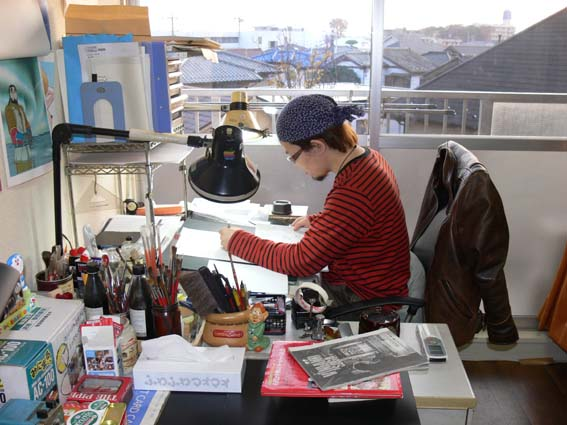
Makoto Yukimura, skaparen av mangan Planetes (foto från 2006).

## Handling
Berättelsen följer besättningen ombord på DS-12 "Toy Box" på Rymdskrotssektionen, som är del av företaget Technora. Rymdskrotssektionens målsättning är att förebygga skador på satelliter, rymdstationer och rymdskepp som uppstår genom kollisioner med rymdskrot som kretsar omkring i jordens och månens banor. De använder ett antal olika metoder för att göra sig av rymdskrotet (huvudsakligen genom att bränna upp det genom att låta det störta mot jorden eller genom upplockning), och behöver  för att genomföra detta företa rymdpromenader iklädda rymddräkter.
Episoderna kretsar ibland kring själva skrotinsamlandet, men oftare är konceptet med skrotsamling i rymden bara en ursäkt för karaktärsutveckling av de olika rollfigurerna. Medlemmarna i Rymdskrotssektionen betraktas som företagets simplaste medarbetare, och de måste arbeta hårt för att bevisa sitt värde och uppnå sina drömmar.
Intrigen inbegriper en kommande expedition för att utforska Jupiter ombord på det nybyggda fusionskraftsdrivna rymdskeppet Von Braun. Den gäller också huvudrollsfigurens beslut att till varje pris bli del av expeditionen. Många andra intriger utvecklas allt eftersom och hjälper till att förklara varje enskild rollfigurs motivationer och personlighetsdrag. Rymdförsvarsfronten (engelska: Space Defence Front, SDF) är en terroristorganisation som anser att människan utnyttjar rymden utan att tänka på att första ta hand om de mer jordnära problemen som världssvälten och de ökande socioekonomiska klyftorna.

## Rollfigurer

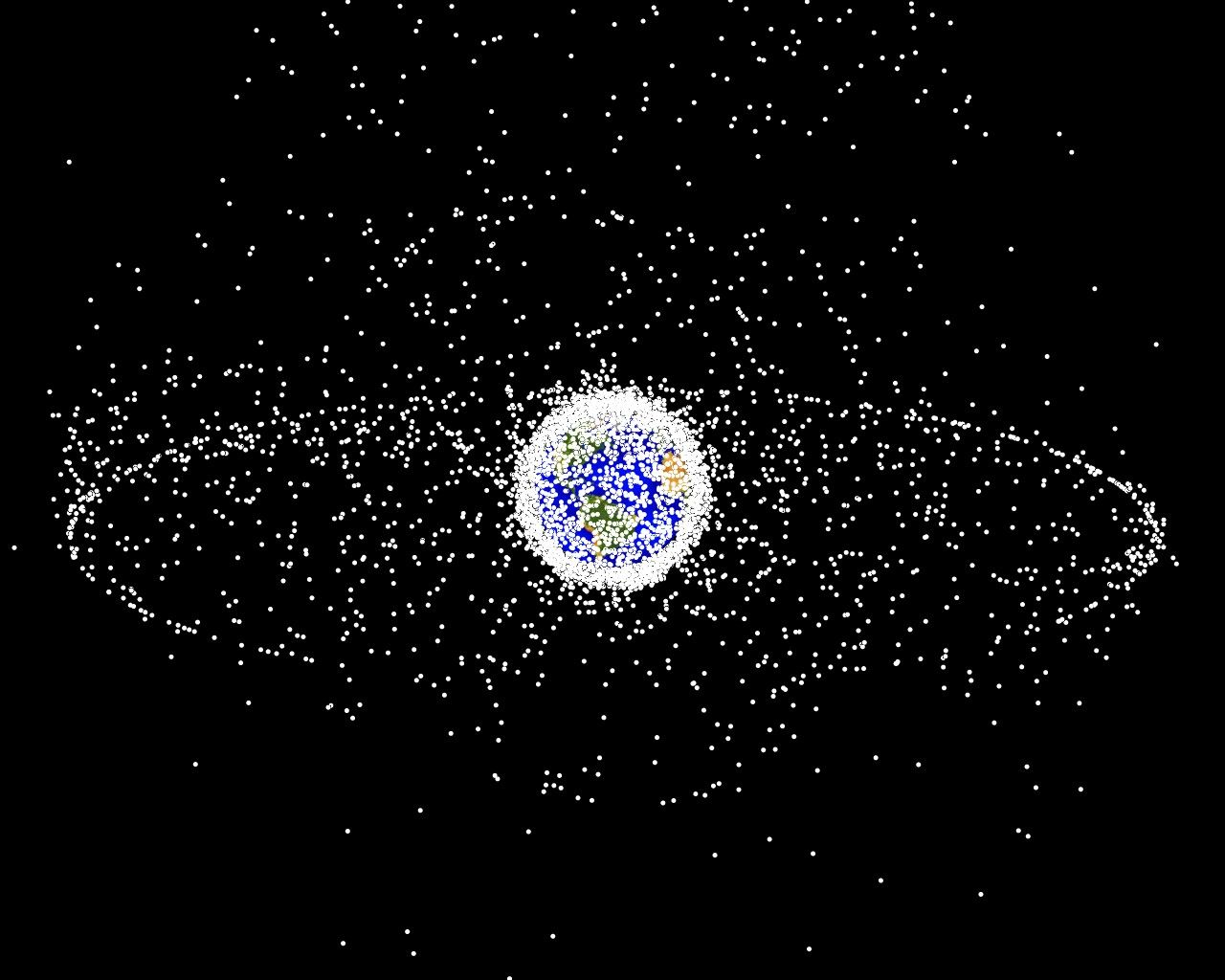
Rymdskrot från den geostationära omloppsbanan. Seriens rollfigurer livnär sig på rymdskrot.

- Hachirota "Hachimaki" Hoshino (japanska: 星野 八郎太?, Hoshino Hachirōta), japansk röst: Kazunari Tanaka

Han är seriens huvudfigur. Alla kallar honom för "Hachi" eller "Hachimaki" (japanska: ハチマキ, 'huvudband'?), eftersom han bär ett sådant på sina rymdpromenader. Han drömmer om ett eget rymdskepp, men med tanke på den höga prislappen och att han verkar vara fast i sitt lågavlönade jobb, kämpar han med sin egen motivation. Mycket av det som motiverar Hachi kan sammanfattas i orden "större, snabbare, längre bort". Det här gör dock att han känner sig osäker på sitt förhållande till rymden. Han är högljudd och skrytsam och har ibland svårt att uttrycka sig på rätt sätt, särskilt i romantiska sammanhang.
- Ai Tanabe (japanska: 田名部 愛?, Tanabe Ai), Satsuki Yukino

Den nyaste medlemmen av sektionen. Hon är skärpt och uppriktig, men är ofta osäker på sig själv. Som nykomling i rymden, i Rymdskrotssektionen, och på rymdpromenader, har hon mycket att lära från de andra. Hon tror att kärlek är lösningen på alla problem. Hon är rar och vänlig och beredd att göra nästan vad som helst för att hjälpa de övriga i sektionen. Hennes vänliga karaktär döljer dock en lust att bli bättre än vad hon är.
- Fee Carmichael (japanska: フィー·カーマイケル?, Fī Kāmaikeru), Ai Orikasa

Piloten ombord på Toy Box, den skrotinsamlingsfarkost som huvudfigurerna använder sig av. Hon är till och med mer högljudd och skrytsam än Hachi och tar ofta till våld som en följd av de andras handlingar eller overksamhet. Men hon menar alltid väl. Hon är flitig rökare (det skäms hon lite för) men har svårt att hitta ställen där hon kan utöva sin last; rökning är en belastning på de livsuppehållande systemen ombord. Det här gör henne irriterad, särskilt när alla rökrum stängts efter att SDF börjat placera bomber i dem. I animen kommer hon förbi den här begränsningen via sin egen "rökarsits" (som lätt kan utsättas för oavsiktliga sabotage). Hon är gift och har en ung son, och bor i Florida när hon inte är ute i rymden.
- Jurij Michalkov (japanska: ユーリ·ミハイロコフ?, Yūri Mihairokofu; engelska: Yuri Mihairokov; ryska: Юрий Михалков), Takehito Koyasu

Han är den ryske medlemmen av teamet. Han är lugn, stoisk, vänlig och medkännande, och han är den i gruppen som håller huvudet kallt när det hettar till. Flera år före berättelsens nutid befann han och hans fru sig ombord på ett rymdskepp i låg bana runt jorden, när en olycka orsakade hans hustrus död. Den incidenten och Jurijs längtan efter att få kunna hitta hustruns förlorade amulett, en kompass som hon bar i en kedja runt halsen, driver honom att fortsätta med letandet efter mer rymdskrot.

## Teman och (realistisk) stil

### Tematisk översikt
Planetes teman är filosofiska, sociologiska och politiska till sin karaktär. Makoto Yukimura meddelade vid en intervju i Seriefestivalen i Angoulême 2010 att han vill att läsarna ska ställa sig samma frågor som han själv inför en historia.
- Det vanligaste temat genom serien är relationen mellan rymden, mänskligheten och individen. Genom hela serien kämpar Hachimaki med sin egen relation gentemot både rymden och andra människor. Samtidigt är SDF:s syn på människans förhållande till rymden ett bärande tema i många av  avsnitten.

- Existentiell oro, och rollfigurernas reaktioner på den, har en viktig funktion i berättelsen. Figurernas reaktion på ångest – särskilt den hos Hachimaki – blir källan till både inre och yttre konflikter genom hela berättelsen.

- Både mangan och animen kritiserar konstgjorda uppdelningar – inklusive politiska uppdelningar mellan människor. Också kritiseras skiljelinjer och uppdelningar mellan nationer,[5] individuals[6] och samhällsklasser.[7]

- I animen introduceras flera figurer med koppling till sarariiman-kulturen. Vissa av dessa figurer verkar bara lägga sin energi på karriärsklättrande, även i lägen när detta inte är möjligt. Detta faktum gör att flera av figurerna tappar greppet om vad de arbetar med. Samtidigt introduceras flera figurer som verkar lägga både vilja och energi på att arbeta inom systemet för att få något uträttat.[8]

- På ett mer generellt plan utforskar serien skillnaden mellan girighet och ambition. Både syftet med och konsekvenserna av rymdens utforskning ses i relation till människan som art (generellt) och Hoshinos familj (i synnerhet). För människan ger utforskandet av rymden löfte om ett utökat välstånd. Däremot är det bara de rikaste nationerna på jorden som har råd att ägna sig åt utforskningen av rymden, och det är bara dessa nationer som kan skörda frukterna. På samma sätt vill huvudfiguren Hachirota Hoshino till en början nå snabbare och längre än han någonsin gjort förut; detta leder dock bara till att han så när förintar både sig själv och relationerna till andra människor. Hachis far, Goro Hoshino, fångas också han mellan dessa båda mål - girigheten och ambitionen - eftersom han offrat många år av samvaron med fru och barn för sitt utforskande av rymden. Även Hachis lillebror Kyutaro Hoshino är besatt av att bygga raketer – vare sig det är för att göra sig ett namn, tävla med sin bror eller förtjäna uppmärksamhet och respekt från sin familj. Detta trots att Kyutaros raketexperiment ibland utsätter hans närmaste omgivning för livsfara.

### Teknologisk realism
Planetes äger rum i en nära framtid. Till skillnad från många andra anime- och SF-produktioner ägnas särskild omsorg för att ge en väldigt realistisk beskrivning av rymden och rymdresor. När man befinner sig i viktlöst tillstånd ökar man mängden animerade rutor per sekund, för att göra rörelserna jämnare och mer realistiska. Rymdskeppen ger inte heller ifrån sig några ljud i den vakuumfyllda rymden, och astronauterna kan drabbas av kända rymdåkommor som strålsjuka, tryckfallssjuka, cancer, benskörhet och psykisk ohälsa efter isoleringen i rymden. Som ett ovetenskapligt undantag presenteras dock hur en rollfigur, född på månen, växte upp till att bli abnormt stor, motiverat i serien av den lägre mångravitationen; figuren kom att se ut som en vuxen redan vid tolv års ålder. 
Koncept som rörelsekraft i tyngdlös omgivning förekommer tidigt som intriginslag, och de presenteras alltid på ett naturligt sätt. Regissörens Gorō Taniguchi avslöjade att han under animeproduktiones lopp lärde sig mycket om kretsloppsmekanik. Detta visas i serien genom att man i serien återkommande använder sig av stötvisa påslag av raketmotorerna för att ändra omloppsbanor. Även nödvändigheten att samla in rymdskrot – den bärande delen av intrigen – baseras på dagens verkliga och växande problem med rymdskrot.
Serien innehåller också gott om kopplingar till raket- och rymdfartens historia. Inledningssekvensen i animen påminner om den i TV-serien Star Trek: Enterprise; den visar fram sekvenser ur rymdhistorien, med allt från grekisk mytologi till dagens rymdfärder (och seriens egen samtid). Däremellan visas animationer med Robert Goddards tidiga raketexperiment, V-2-raketen, Sputnik 1, hunden Lajka, Vostokprogrammet, Apollo 11, Skylab, Mir, Internationella rymdstationen, rymdfärjan Endeavour och andra viktiga milstolpar i rymdfartens historia. I serien refereras till tidiga raketpionjärer som Konstantin Tsiolkovskij, Robert Goddard, Wernher von Braun och Hermann Oberth.
Den japanska rymdstyrelsen (JAXA) fungerade som teknisk rådgivare inför produktionen av Planetes.
Region 1-versionen av DVD-skivorna innehöll intervjuer med två forskare från NASA:s avdelning för rymdskrot. Båda två menade att själva utgångspunkten att arrangera rymdmöten med rymdskrot för att avlägsna det är högst osannolikt, eftersom det (med dagens teknik) skulle krävas enorma mängder energi för att kunna samla in ganska lite material. En av forskarna upplyste om att deras före detta avdelningschef var Donald Kessler, vetenskapsmannen som lade fram idén om Kesslersyndromet (vilket i både mangan och animen citeras och utnyttjas ett antal gånger).

### Sociala frågor
Berättelsen beskriver också hur de rikare länderna lägger monopol på rymdens resurser och hur de fattigare länderna drabbas av inbördeskrig och invasioner eller behöver hjälp av de rikare länderna. Det här visar fram ett sceneri relaterat till beroendeteorin och de negativa sidorna hos ekologismen.
De motstridiga åsikterna mellan terroristerna i Rymdförsvarsfronten (som vill ha bort människan från rymden), seriens huvudfigurer (som tror på den fortsatta rymdforskningen är något viktigt) och INTO (International Treaty Organization, som vill att rymdutforskandent främst ska tjäna de utvecklade ländernas ekonomiska och militära syften) spelar också viktig roll i serien. Animen frånhåller sig från övertydligt förenkling av de olika grupperingarna, utan porträtterar både de "troende" och folk med "dolda agendor" på alla håll och kanter. Den slutliga lösningen av konflikterna är också egenartad, genom att den inte genomförs av några av seriens huvudfigurer eller huvudantagonister utan via en kompromiss som nås mellan makthavare ovanför deras huvud.
Både animen och mangan var pionjärer i sin porträttering av en starkt multikulturell samling rollfigurer. I serien blir i regel serie- eller animefigurer som tar upp tecknade stereotyper omgående uppläxade av andra rollfigurer.

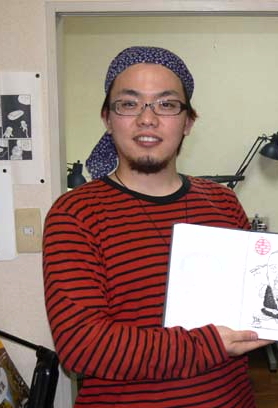
Makoto Yukimura, som fick sitt publika genombrott med mangan Planetes. Foto från 2006.

## Produktionsbakgrund
Makoto Yukimura inspirerades till mangan av den japanske SF-författaren Yoshinobu (Izhizaki). Yukimura, som senare skapat vikingatidsmangan Vinland Saga, föredrar att placera sina historier antingen i en SF- eller en historisk miljö.
Animeversionen av Planetes är ett resultat av olika studier av resor i rymden. Presentationen av rymdteknologi i animen skilde sig från mangan på flera plan, som genom inkluderandet av touchkontrollerade head-up-displayer och perifert monterade kameror på rymddräkterna som huvudfigurerna använder sig av. Animen har också utvecklat vissa delar av de viktlösa bostads- och arbetsutrymmena. Basen för Toy Box operationer har förflyttats från månens ytan till en rymdstation vid namn ISPV 7 i en låg bana kring jorden. USA nämns specifikt i mangan, medan animen istället oftast pratar om INTO (International Treaty Organization) som verkar vara en federation av separata länder där USA och Japan ingår.

### Påskägg
Planetes delade viss produktionspersonal med Twin Spica, en annan animeserie som visades samtidigt på NHK. Detta ledde till att ett antal påskägg/interna skämt med halvt dolda referenser till Twin Spica placerades i Planetes. Dessa inkluderade:
- Hotellet på rymdstationen ISPV 7 bär namnet Hotel Spica.
- Avsnitt 20 av animen Planetes innehåller ett isoleringstest som var en direkt kopia på isoleringstestet som ingick i antagningsprovet till Nationella rymdakademin i Twin Spica.
- Klotrunda, uppblåsbara räddningsfarkoster – "räddningsbollar" – dyker upp i båda serierna.